# Max Kuppelmayr

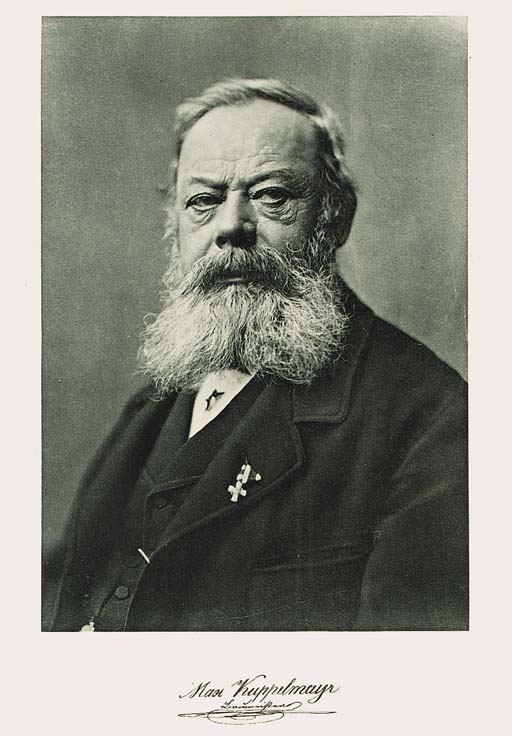
Max Kuppelmayr

Max Kuppelmayr (* 1811; † 22. November 1888 in München) war ein deutscher Bauunternehmer, Altertumssammler und Mitbegründer des Münchener Alterthumsvereins.

## Leben
Über die frühen Lebensjahre von Max Kuppelmayr ist wenig bekannt. Er war seit den 1840er Jahren als Bauunternehmer in München tätig und gelangte dadurch zu Wohlstand. Seit dieser Zeit interessierte er sich intensiv für historische Artefakte des Mittelalters. Seine Leidenschaft für das Sammeln führte ihn 1864 zur Mitbegründung des Münchener Alterthumsvereins, einer Vereinigung, die sich der Erforschung und Bewahrung historischer Objekte widmete und eine große, nicht ausgeführte Ausstellung für das Jahr 1866 plante. Die Aktivitäten hatten ähnliche Ziele wie das 1855/59 initiierte Bayerische Nationalmuseum in München.
Bereits in den 1840er Jahren trug er auf ausgedehnten Reisen eine umfangreiche Sammlung historischer Objekte zusammen. Ein besonderes Augenmerk richtete er auf den Erwerb alter Waffen. Neben Deutschland und Österreich waren auch Italien, Spanien, Frankreich und die Schweiz mit bedeutenden Stücken vertreten.
Max Kuppelmayr errichtete ein erstes Wohnhaus für sich und seine wachsende Sammlung in der heutigen Fürstenstraße 10 in München, das er 1861/62 im neugotischen Stil erweiterte (erhalten). Auch in der Schellingstraße 1 baute er für sich ein ausgedehntes Anwesen im neugotischen Stil, mit Türmchen, Kreuzgängen und Spitzbogenfenstern. Es diente zugleich als Museum, in dem er seine Sammlungen präsentierte (1944/45 zerstört und abgetragen).

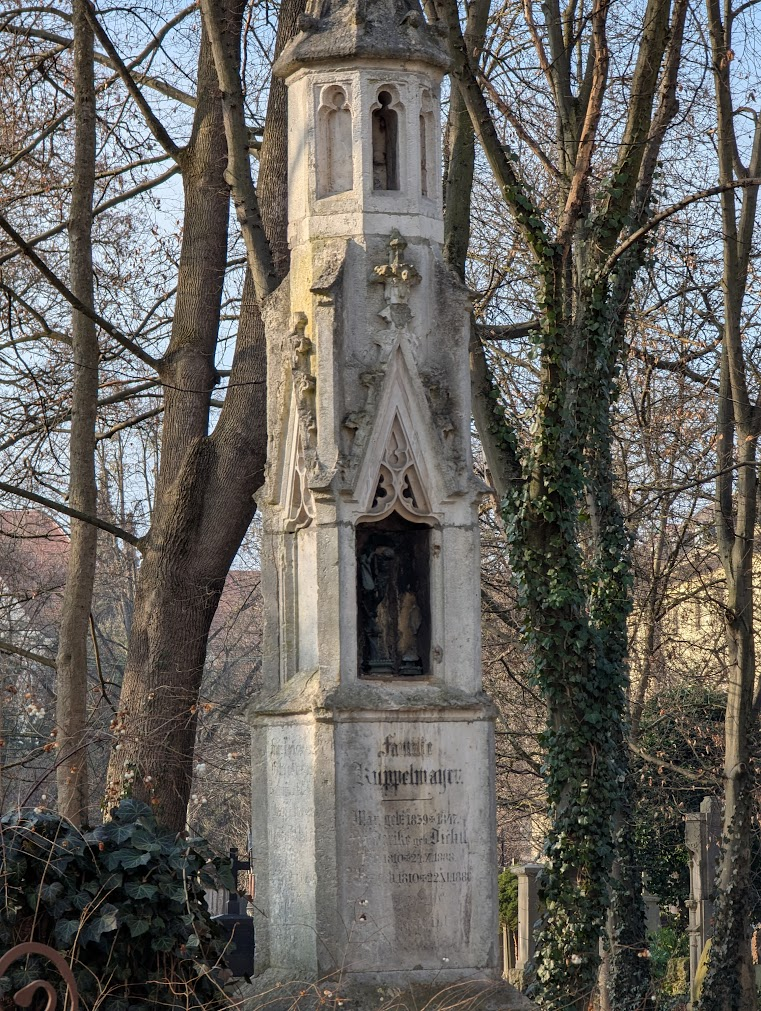
Grab Kuppelmayrs auf dem Alten Südfriedhof in München (Grabnummer 5-3-40)

Nach Kuppelmayrs Tod im Jahr 1888 wurde die Sammlung versteigert, wobei ein Teil 1895 und 1896 in der Galerie Helbing in München verkauft wurde. Viele der Objekte wurden später an Museen übergeben, darunter das Bayerische Nationalmuseum.
Der zweibändige illustrierte Katalog der Sammlung ist in verschiedene Kategorien gegliedert: Schutzwaffen, Angriffswaffen, Schusswaffen, moderne Ausrüstungsgegenstände und Ethnographisches. Eine besondere Rarität stellte eine exakte Rekonstruktion einer Turnierrüstung für ein Pferd dar.
Sein Sohn Rudolf Kuppelmayr (1843–1918) war Kunstmaler und ebenfalls kunstinteressiert und erstellte den Katalog der Waffensammlung seines Vaters. 1919 wurden die Reste der Sammlung seines Vaters versteigert, wozu ein weiterer Katalog erschien.
Max Kuppelmayr wurde mit Mitgliedern seiner Familie auf dem Alten Südfriedhof in München beigesetzt (Grabnummer 5-3-40). Sein Grab im neugotischen Stil ist erhalten.

## Tätigkeit als Bauunternehmer und Architekt
In den 1840er Jahren begann ein neuer Bauboom in München, an dem auch Kuppelmayr profitierte. Verschiedene von ihm als Bauunternehmer errichtete Häuser sind noch in München erhalten, andere inzwischen verschwunden.
Eines der ersten Gebäude war das Haus Müllerstraße 39, das er 1844–46 für den Steinmetzunternehmer Franz Höllriegel erbaute. Das Haus orientierte sich im Rundbogenstil der Fassaden an der Architektur des Friedrich von Gärtner. Die Fassade wird durch ein neuromanisches Madonnenrelief geschmückt, vermutlich aus der Bildhauerwerkstatt Höllriegels, die in einem Nachbarhaus untergebracht war.
1844 wurde Kuppelmayr von Vinzenz Fischer beauftragt, dessen Haus in der Schellingstr. 23 auf sieben Fensterachsen und vier Geschosse zu vergrößern. Die Obergeschosse enthielten je eine große Wohnung (Das Haus wurde 1894 stark umgebaut und erhielt einen neuen Fassadenschmuck).
1849 ließ Kuppelmayr durch Franz Xaver Reifenstuel d. J. (1812 - 53) ein eigenes zweigeschossiges Wohnhaus an der Fürstenstraße 10 (früher Nr. 8h) errichten. Das Haus stand mit der dreiachsigen Schmalseite und einem halben Walmdach an der Straße und besaß einen Zugang an der Längsseite.
1853 baute er ein viergeschossiges Mietshaus in der Schellingstr. 19, dessen Fassade noch einen guten Eindruck von der damals geschätzten Formensprache gibt.
1858/59 entstand in der Knöbelstraße 18 in München-Lehel ein noch erhaltenes dreigeschossiges Mietshaus, das er zusammen mit Johann Ehrengut errichtete.
1860 folge in der Knöbelstraße 6a ein viergeschossiges Mietshaus (erhalten).
1861 errichtete Kuppelmayr zwei dreigeschossige Mietshäuser in der Steinstraße 50 und 52 in München-Haidhausen, die noch erhalten sind.
1861/62 stockte Max Kuppelmayer sein Wohnhaus in der Fürstenstraße 10. um zwei Geschosse auf und verlängerte den Bau um weitere neun Fensterachsen nach Süden. Auf der Hofseite wurde eine reiche Architektur in Kombination von Backstein und Haustein ausgeführt, die eine malerische Fassade im neugotischen Stil mit Erker und schlankem Rundturm mit Zinnen ergab.
1866 baute sich Kuppelmayr an der Adresse Schellingstraße 1 eine weitere gotisierende Gebäudegruppe, die auch ein Sommerhaus und einen Bau für seine Kunstsammlung umfasste. Hier befand sich mutmaßlich sein Hauptwohnsitz, der Besitz in der Fürstenstraße wurde aber beibehalten. Die Anlage wurde 1944/45 teilweise zerstört und 1966 abgebrochen.